# کره جنوبی در المپیک تابستانی ۲۰۰۸

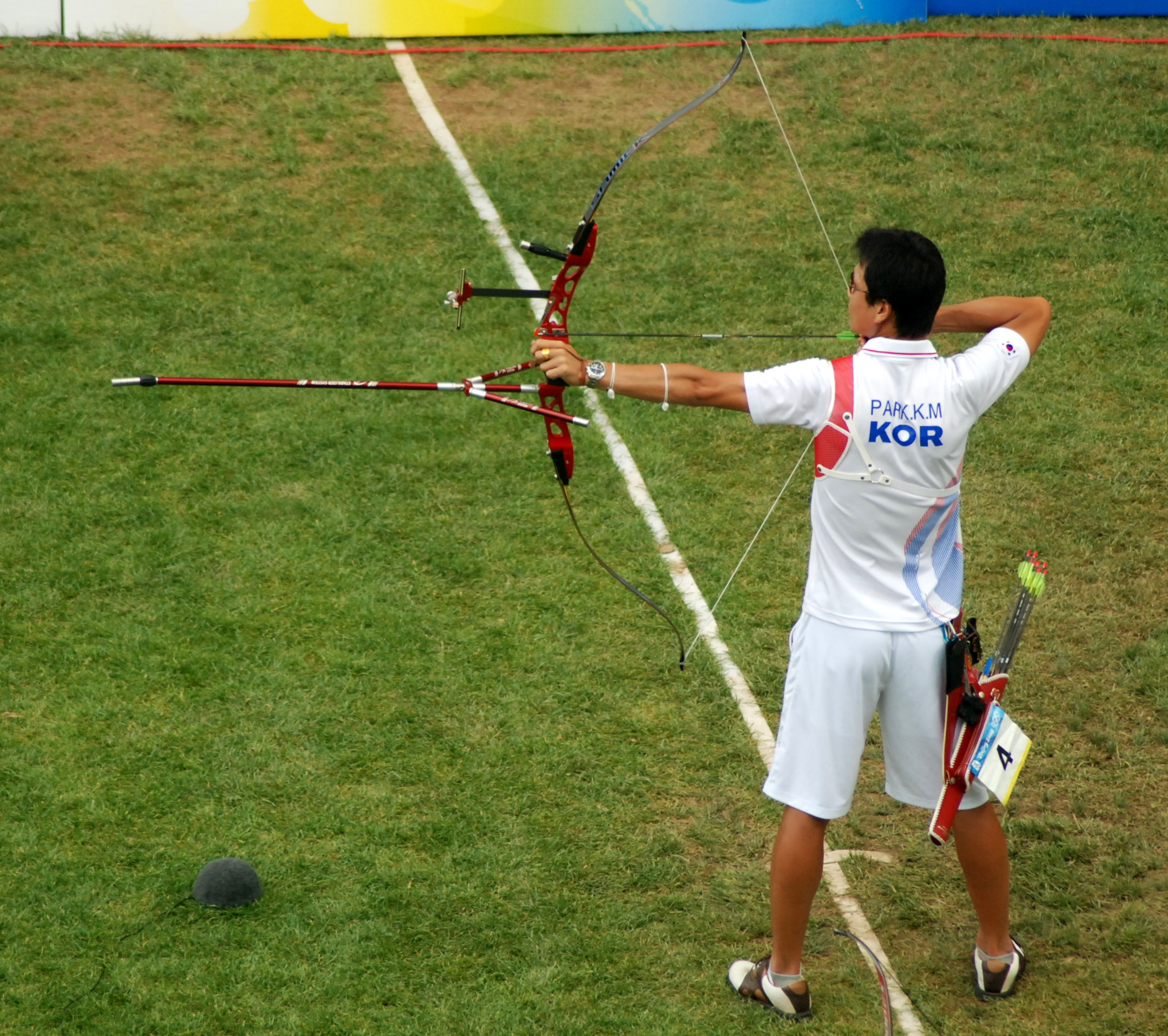
تصویری از پارک کیونگ-مو، تیرانداز اهل کره جنوبی که در مسابقات المپیک تابستانی ۲۰۰۸ به مدال نقره انفرادی و طلای تیمی رسید.

کره جنوبی در بازی‌های المپیک تابستانی ۲۰۰۸ که در شهر پکن چین برگزار شد، کاروان کره جنوبی با ۲۶۷ ورزشکار در این رقابت‌ها شرکت کرد و موفق به کسب ۳۱ مدال (۱۳ طلا، ۱۰ نقره، ۸ برنز) شد. در جدول رتبه‌بندی توزیع مدال‌ها، کره جنوبی در ردهٔ ۷ مسابقات قرار گرفت.